# Jim Schwartz

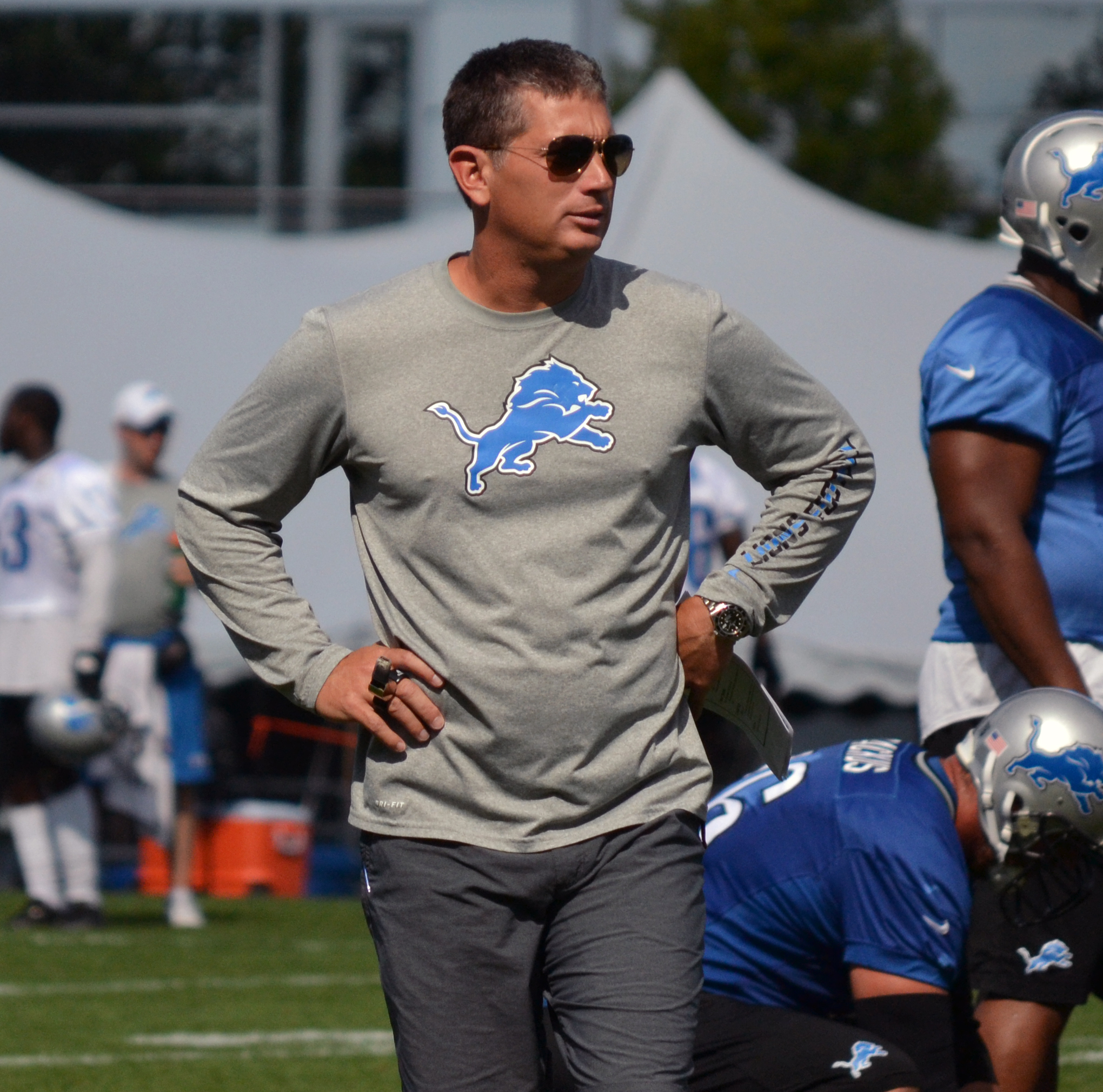
Jim Schwartz im Trainingscamp 2012 der Detroit Lions.

James J. „Jim“ Schwartz (* 2. Juni 1966 in Baltimore, Maryland) ist ein US-amerikanischer American-Football-Trainer. Er ist der ehemalige Head Coach der Detroit Lions in der National Football League (NFL).

## College
Schwartz begann seine Trainerkarriere 1988 an der University of Maryland als Assistent der Defense-Trainer mit Schwerpunkt bei den Linebackern. 1990 wechselte er zur University of Minnesota, wiederum als Defense-Assistent. Wieder nur ein Jahr später wechselte Schwartz zur North Carolina Central University, diesmal als Coach der Defensive Backs. 1992 wechselte Schwartz als Coach der Linebacker zur Colgate University.

## NFL
1993 bekam Schwartz ein Angebot aus der NFL von den Cleveland Browns bei ihnen als Scout zu arbeiten. Schwartz nahm an und war fortan bis 1995 als Scout der Browns tätig. Von den Baltimore Ravens bekam Schwartz 1995 das Angebot als Assistent Coach in der Defense zu arbeiten, welches er auch annahm.
Bis 1998 war Schwartz bei den Ravens tätig, ehe er von den Tennessee Titans ein Angebot als Defense Assistent bekam. Dieses Angebot nahm Schwartz an und blieb in der Folge lange bei den Titans tätig. Schwartz formte bei den Titans eine der besten Defenses der NFL mit Spielern wie Albert Haynesworth und Kyle Vanden Bosch. Schwartz hatte seinen Anteil daran, dass die Titans 2000 in den Super Bowl XXXIV einziehen konnten, den sie jedoch gegen die von Kurt Warner angeführten St. Louis Rams verloren. Damals waren die Rams die beste Mannschaft der NFL. Mit 23:16 ging das Spiel knapper als von vielen erwartet verloren.
2001 übernahm Schwartz die Defense der Titans, nunmehr als Defensive Coordinator. Bis ins Jahr 2008 hatte er den Posten als Defensive Coordinator inne.
Dann bekam Schwartz das Angebot der Detroit Lions bei ihnen ab der Saison 2009 als Head Coach zu arbeiten und den Neuaufbau der Lions entscheidend mit zu gestalten. Die Lions hatten in der Saison 2008 die schlechteste Saison der NFL-Geschichte mit einer Bilanz von 0:16 abgeschlossen. Am 15. Januar 2009 unterschrieb er seinen ersten Vertrag als Head Coach in der NFL bei den Lions. Zuvor hatte Schwartz 2005 ein Angebot der San Francisco 49ers abgelehnt. Auch 2008 war er bei anderen Teams als Head Coach im Gespräch, die Atlanta Falcons, Washington Redskins und Miami Dolphins wollten Schwartz verpflichten, Schwartz lehnte die Angebote jedoch ab.
Am 30. Dezember 2013 wurde Schwartz von den Detroit Lions entlassen.
Von 2016 bis 2020 war er Defensive Coordinator bei den Philadelphia Eagles, mit denen er den Super Bowl LII gewann.